# ليسان أوتاشيفا
ليسان ألبرتوفنا أوتاشيفا (بالروسية:Ляйсан Альбертовна Утяшева، الباشكير:Ләйсән Альберт ҡыҙы Үтәшева ، من مواليد 28 يونيو 1985) مذيعة تلفزيونية ، إجتماعية ، ومضيفة ولاعبة جمباز إيقاعي فردي روسية سابقة، سيدة أعمال ناجحة ومؤسسة مشروع "Sila Voli" عبر الإنترنت ، أحد سفراء كأس العالم 2018.

## روابط خارجية
- ليسان أوتاشيفا على موقع IMDb (الإنجليزية)
- ليسان أوتاشيفا على موقع قاعدة بيانات الفيلم (الإنجليزية)
- ليسان أوتاشيفا على موقع كينوبويسك (الروسية)
- ليسان أوتاشيفا على موقع الاتحاد الدولي للجمباز (licence) (الإنجليزية)
- ليسان أوتاشيفا على موقع الاتحاد الدولي للجمباز (biography) (الإنجليزية)